# Сюрианска
«Сюрианска» — шведский футбольный клуб из Сёдертелье, в настоящее время выступает в Аллсвенскан, высшем дивизионе чемпионата Швеции. Клуб основан в 1977 году, домашние матчи проводит на стадионе «Сёдертелье Футболсарена», вмещающем 6 700 зрителей.

## История клуба

Флаг Арамеев

Клуб был основан в 1977 году под именем «Сюрёрьё Спортклаб» арамейскими эмигрантами, имеющими большую диаспору в Швеции. В 1986 году клуб сменил название на «Сюрианска», что в переводе со шведского буквально означает «арамейский». Начав своё выступление с 7-го шведского дивизиона, «Сюрианска» в 2009 году вышла в Суперэттан, второй по силе дивизион Швеции. На второй сезон в Суперэттан клуб победил в нём и завоевал право выступать с сезона 2011 года в Аллсвенскан, сильнейшем дивизионе Швеции. Арамеи не имеют своей национальной команды, и по этому зачастую арамеи живущие в других странах мира болеют за «Сюрианску», как за свою команду. По сей день большинство игроков клуба имеет арамейские корни. Гимном клуба является песня Ahna kolan Suryoye («Мы все арамеи»).

## Достижения
- Победитель Суперэттан (1): 2010

## Выступления в последние годы
| Сезон | Уровень лиги | Лига       | Зона   | Место | Комментарии                          |
| ----- | ------------ | ---------- | ------ | ----- | ------------------------------------ |
| 2000  | 3            | Дивизион 2 | Запад  | 3     |                                      |
| 2001  | 3            | Дивизион 2 | Запад  | 1     | Проигрыш в квалификации за повышение |
| 2002  | 3            | Дивизион 2 | Запад  | 4     |                                      |
| 2003  | 3            | Дивизион 2 | Восток | 9     |                                      |
| 2004  | 3            | Дивизион 2 | Восток | 5     |                                      |
| 2005  | 3            | Дивизион 2 | Восток | 1     | Проигрыш в квалификации за повышение |
| 2006  | 3            | Дивизион 2 |        | 6     |                                      |
| 2007  | 3            | Дивизион 1 | Север  | 4     |                                      |
| 2008  | 2            | Дивизион 1 |        | 1     | Повышение                            |
| 2009  | 2            | Суперэттан |        | 4     |                                      |
| 2010  | 2            | Суперэттан |        | 1     | Повышение                            |